# Lindera supracostata
Lindera supracostata är en lagerväxtart som beskrevs av Paul Lecomte. Lindera supracostata ingår i släktet Lindera och familjen lagerväxter. Inga underarter finns listade i Catalogue of Life.